# Ghana na Letnich Igrzyskach Olimpijskich 1972
Ghanę na Letnich Igrzyskach Olimpijskich 1972 reprezentowało 35 zawodników: 33 mężczyzn i 2 kobiety. Był to 5. start reprezentacji Ghany na letnich igrzyskach olimpijskich. Jedynym medalistą był zdobywca brązowego medalu, bokser Prince Amartey.

## Skład kadry

### Boks
Mężczyźni
- Joseph Destimo - waga kogucia - 9. miejsce
- Joe Cofie - waga piórkowa - 33. miejsce
- Emmanuel Lawson - waga lekkopółśrednia - 17. miejsce
- Emma Ankudey - waga półśrednia - 17. miejsce
- Ricky Barnor - waga lekkośrednia - 32. miejsce
- Prince Amartey - waga średnia - 3. miejsce

### Lekkoatletyka
Mężczyźni
- Sandy Osei-Agyemang - 100 metrów - odpadł w ćwierćfinałach
- George Daniels

100 metrów - odpadł w eliminacjach
200 metrów - odpadł w ćwierćfinałach
- James Addy - 200 metrów - odpadł w ćwierćfinałach
- Sam Bugri - 400 metrów - odpadł w ćwierćfinałach
- Billy Fordjour - 1500 metrów - odpadł w eliminacjach
- Robert Hackman - 3000 metrów - odpadł w eliminacjach
- Ohene Karikari, James Addy, Sandy Osei-Agyemang, George Daniels - 4 × 100 metrów - odpadli w półfinałach
- Joshua Owusu - skok w dal - 4. miejsce
- Michael Ahey - skok w dal - 29. miejsce
- Johnson Amoah - trójskok - 21. miejsce
- Moise Pomaney - trójskok - 23. miejsce

Kobiety
- Alice Annum

100 metrów - 6. miejsce
200 metrów - 7. miejsce
- Hannah Afriyie

100 metrów - odpadła w ćwierćfinałach
200 metrów - odpadła w ćwierćfinałach

### Piłka nożna
- Abukari Gariba, Alex Mingle, Armah Akuetteh, Clifford Odame, Edward Boye, Essul Badu Mensah, Henry France, Ibrahim Sunday, Joe Ghartey, John Eshun, Kofi Osei, Malik Jabir, Oliver Acquah, Peter Lamptey, Samuel Yaw, Kwasi Owusu - 13. miejsce